# Groupware
Als Groupware bzw. Gruppen-Software (auch kollaborative Software oder auch oft als Kollaborationssoftware benannt) bezeichnet man eine Software zur Unterstützung der Zusammenarbeit in einer Gruppe über zeitliche und/oder räumliche Distanz hinweg.
Eine Groupware setzt die theoretischen Grundlagen der computergestützten Gruppenarbeit (Computer Supported Cooperative Work, Abkürzung CSCW) in eine konkrete Anwendung um.
Kurz nach Beginn der COVID-19-Pandemie hat Groupware eine sehr starke Dynamik und Bedeutungszunahme erfahren durch einen rasanten Zuwachs bei Telearbeit bzw. Homeoffice, was auch über die Pandemiezeit hinaus weiter anhält.

## Definition/Charakterisierung
Eine zentrale Definition für den Begriff „Groupware“ stammt von Ellis, Gibbs und Rein. Demnach ist Groupware ein „computer-basiertes System, das eine Gruppe von Personen in ihrem Aufgabengebiet oder Ziel unterstützt und eine Schnittstelle für eine geteilte Arbeitsumgebung bietet“ (Ellis et al. 1991, übersetzt).
Der Hauptunterschied zwischen Groupware und anderer Software zur Unterstützung mehrerer Benutzer, wie z. B. Mehrbenutzerdatenbanksysteme, ist der explizite Versuch von Groupware, die Isolation der Benutzer voneinander zu reduzieren. Groupware schafft also ein Bewusstsein über die Kollegen und deren Aktivitäten (siehe auch Awareness). In diesem Zusammenhang stellen Lynch et al. (1990, S. 160, übersetzt) fest: „Groupware unterscheidet sich von normaler Software in einer grundlegenden Prämisse: Groupware schafft beim Benutzer das Bewusstsein dafür, dass er ein Teil einer Gruppe ist, während der Großteil anderer Software versucht, den Benutzer vor anderen zu verstecken und zu schützen.“
Eine zweite wichtige Eigenschaft, die für Groupware identifiziert worden ist, ist die Anpassbarkeit. Nachdem jede Gruppe anders ist und Groupware nicht nur auf die Anforderungen der Gruppe als Ganzes, sondern auch auf die individuellen Anforderungen aller Gruppenmitglieder eingehen muss, um eine kritische Masse an Benutzern zu aktivieren, gibt es üblicherweise nicht eine Lösung für alles. Groupware muss sehr generisch und/oder anpassbar sein, so dass sie Benutzer und Gruppen auf unterschiedliche Art und Weise nutzen können. Asynchrone E-Mail mit erheblichem Zeitversatz zwischen autonomem Schreiben und willkürlichem Lesen ist das beste Beispiel für diesen Medien-Aspekt von Groupware. Die Anpassung sollte idealerweise für den Endbenutzer selbst durchführbar sein. Arbeiten hierzu finden sich unter dem Begriff End-User-Development oder Endbenutzerentwicklung (z. B. Lieberman et al. 2006).
In der Computer-Fachpresse und der Softwareindustrie wurde anfangs der Begriff Groupware gerne mit Microsoft Outlook/Exchange oder IBM Lotus Notes/Domino bzw. in diese Klasse gehörigen Client/Server-Produkten, die auf dem MAPI-Protokoll basieren, gleichgesetzt – das heißt als Kombination von E-Mail, (gemeinsamen) Terminkalendern, (gemeinsamen) Adressbüchern und (gemeinsamen) ToDo-Listen. Eine aktuelle Definition zu dieser eingeschränkten Sicht stammt von Böttger und von Raison (2008): „Eine Groupware ist ein E-Mail- und Kommunikationssystem, das folgende grundlegende Inhalte bereitstellt: Adressen und Kontakte, Aufgaben, E-Mail, gemeinsame Folder, Kalender sowie Notizen.“
Der Forschungsbereich CSCW (Computer Supported Cooperative Work) betrachtete den Begriff aber seit Anfang an etwas breiter und dies wurde mittlerweile auch von Computer-Fachpresse und der Softwareindustrie übernommen: Zu Groupware gehören alle Lösungen, die Gruppen bei der Zusammenarbeit unterstützen. Bei der Unterstützung asynchroner Zusammenarbeit sind das beispielsweise zusätzlich zu oben genannten Funktionalitäten Werkzeuge zur Verwaltung gemeinsamer Datenbestände (Informationsräume) mit Awareness-Funktionalität. Bei der Unterstützung synchroner (also zeitgleicher) Zusammenarbeit betrachtet man bei Groupware auch verschiedene Konferenzsysteme, Instant-Messaging-Anwendungen, (synchrone) Gruppeneditoren und auch sogenannte Social Software.

## Systemeigenschaften
Ziel von Groupware ist stets das unterstützende Steuern (control) eines Gruppenprozesses, also das kooperative Führen des Teams beim Erarbeiten eines Resultats oder die Transformation von Informationen von einem Anfangs- in einen Endzustand.
Groupware lässt sich nach verschiedenen Faktoren klassifizieren:
- 3K-Modell
  - Ausmaß der Kommunikation
  - Ausmaß der Kooperation
  - Ausmaß der Ressourcen-Koordination
- Ort: Findet die Zusammenarbeit an einem Ort (lokal, zum Beispiel Büro) oder über räumliche Distanz hinweg (verteilt, zum Beispiel zwischen Berlin und Hamburg) statt?
- Zeit: Findet die Zusammenarbeit gleichzeitig (synchron, zum Beispiel Videokonferenz) oder zeitversetzt (asynchron, zum Beispiel E-Mail) statt?
- Steuerung der Kommunikation: Wird die Kommunikation bewusst vom Teilnehmer gesteuert (explizit, zum Beispiel einen Brief schreiben), oder sind keine ausgeprägten Handlungen notwendig (implizit, zum Beispiel Annahme eines Telefongesprächs)?
- Struktur: Gibt die Groupware einen Ablaufplan vor (strukturiert, zum Beispiel eine Tagesordnung) oder nicht (unstrukturiert, zum Beispiel Brainstorming)?
- Größe: Findet die Zusammenarbeit in einer großen (zum Beispiel Vorlesung) oder kleinen Gruppe (zum Beispiel Seminar) statt?

Zentrale Aspekte einer Groupware sind:
- Awareness: Viele Systeme setzen eine oder mehrere Formen der Awareness (Gruppenerkenntnis) um, d. h. die Software überwacht und informiert über die Zusammensetzung der Gruppe, deren Teilnahme und Mitarbeit.
- What You See Is What I See (WYSIWIS): Die Bearbeitungsdialoge der Groupware sollten dem Benutzer die Darstellung des Inhaltes möglichst in einer Vorschauoption zur Verfügung stellen, so dass wenig oder keine Schulung notwendig ist.
- Informationsarchitektur: Die inhaltliche Struktur der Informationen und die Benutzerzugänge.
- Synchronisation und Konsistenzerhaltung: Die Wahrung eines einheitlichen Datenzustandes (Konsistenz) trotz gleichzeitiger Zugriffe auf das Datenmaterial, bzw. die Visualisierung von Konflikten, wo dies nicht möglich ist.
- Floor-Control, die Verwaltung der Systemressourcen: Welcher Teilnehmer darf gerade welche Ressource nutzen?
- Session-Control, die Verwaltung der Teilnehmer selbst: Wer darf der Gruppe beitreten, welche Rolle nimmt er an?
- Flow-Control, das Mindern von Wartezeiten durch Kenntnis des jeweiligen autonomen Auftragsstandes, des exogenen Informationsstandes und des endogenen Arbeitsfortschritts des Teams: Diese Aspekte sind, wenngleich namensgebend für das Workflow-Management, bisher stets unterentwickelt.

Zwischen den Begriffen Groupware und Workflow-Management-System besteht eine inhaltliche Beziehung: Groupware zielt auf die Unterstützung projektorientierter, fallweiser und nur wenig strukturierter Teamarbeit. Während der Durchführung können Ad-hoc-Einflüsse auftreten, die eine Änderung des Bearbeitungsablaufes erzwingen. Workflow-Management-Systeme dagegen unterstützen prozessorientierte, gut strukturierte oder strukturierbare Geschäftsvorgänge. Die deterministische Abfolge der einzelnen Arbeitsschritte erinnert an eine Fließbandstruktur. Bei diesem Ansatz spielt das System die aktive Rolle, steuert die Abläufe und löst Aktionen aus. Der Anwender ist passiv und reagiert nur auf Systemvorschläge.

## Architektur
Groupware ist ein verteiltes System, das die gemeinsame Bearbeitung einer Menge von Daten oder Dokumenten ermöglicht. Sie setzt daher stets eines der folgenden Konzepte um:
- Zentrale Architektur: Alle Teilnehmer (Clients) sind mit einer zentralen Verwaltung (Server) verbunden, über die die gesamte Zusammenarbeit abgewickelt wird.
- Peer-to-Peer-Architektur: Obwohl alle Teilnehmer über ein Netzwerk aus Servern miteinander verbunden sind, gibt es keine zentrale Verwaltungsinstanz wie in der zentralen Architektur.
- Hybride Architektur: Die Peer-to-Peer-Architektur wird um einen zentralen Server ergänzt, der jedoch lediglich der Protokollierung dient.

## Beispiele für Groupware-Applikationen
Der Umfang der Groupware-Applikationen ist unterschiedlich. Bei vielen sind Projektmanagement, E-Mail, Kalender und Notizbuchfunktionen enthalten. Einige Groupware-Produkte stellen kaum mehr als diese Funktionen zur Verfügung (PIM-Software), andere beinhalten wesentlich mehr als diese Basisfunktionalitäten.
Ein Beispiel für eine Groupware-Applikation ist die sogenannte PIM-Software (Personal Information Manager). Die Forschungsdisziplin, die sich mit der Untersuchung von Kooperationen mit Rechnerunterstützung beschäftigt, wird als Computer Supported Cooperative Work (CSCW) bezeichnet. Collaboration Software wird auch als wesentliche Komponente von ECM (Enterprise-Content-Management) betrachtet.
Bekannte Produkte, die als Groupware bezeichnet werden, sind BSCW, HCL Notes von HCL (bis 2019 von IBM, davor von Lotus), GroupWise von Micro Focus, Sun ONE von Sun Microsystems, Atmail, Citadel, IceWarp Server, Open-Xchange, Microsoft Exchange, Microsoft-SharePoint-Technologien und Microsoft Lync, Zimbra von Synacor, Comindware Tracker von Comindware. Beispiele für plattformübergreifende Groupware-Server sind die FirstClass Software und Kerio Connect oder SOGo (ehemals OpenGroupware.org), die alle sowohl Windows als auch Linux und Mac OS X unterstützen. Der Lotus-Notes-Mitbegründer Ray Ozzie begann 1997 Groove zu entwickeln. Die zugehörige Firma wurde 2005 von Microsoft aufgekauft und die Software in die Ultimate- sowie die Enterprise Edition von Microsoft Office 2007 integriert. Weitere freie Softwareprodukte sind Atmail Open, Kolab, Horde Groupware, EGroupware, phpGroupWare, GROUP-E, PHProjekt, TeamProQ, Tine 2.0, Tiki oder Zarafa.
Neuere Groupware-Applikationen wie Lotus Connections und Lotus Quickr von IBM oder Yammer von Microsoft benutzen sogenannte soziale Software, um Kommunikation, Kooperation und Koordination zu unterstützen. Dies wird insbesondere durch Wikis, Blogs, soziale Netzwerke und Indizierungs-Mechanismen gewährleistet. Kommunikation innerhalb einer Gruppe wird auch durch Instant Messenger und Community Chat Systems erleichtert, Beispiele hierfür sind XMPP, Skype, Slack, HipChat und Pichat. Darüber hinaus gibt es auch die umgekehrte Entwicklung, bei der soziale Software um immer mehr Groupware-Funktionalität erweitert wird; ein Beispiel hierfür ist Tiki – Wiki CMS Groupware.
Eine Gruppe von Programmen, die sich auf dem US-amerikanischen Markt bereits deutlich besser etabliert hat, sind elektronische Meetingsysteme oder Webkonferenzen. Einige bekanntere Softwares sind Koncero, Nemo², MeetingSphere, Teamsupport und ThinkTank (Software).
Vor allem im Bauwesen oder Produktentwicklung werden Groupwaresysteme mit bestimmten Funktionen als virtuelle Projekträume genutzt.